# 1972년 오리콘 1위 싱글 목록
일본에서 한 주간 가장 많이 팔린 싱글은 오리콘 주간 차트에 실리며, 이 차트는 오리콘이 발행하는 잡지 《오리스타》에 개제된다. 판매량은 한 주 동안의 각 싱글의 판매량을 기준으로 오리콘이 종합한다.

## 차트 기록
| 발행일    | 싱글                     | 가수                      | 참고                        |
| --------- | ------------------------ | ------------------------- | --------------------------- |
| 1월 3일   | 「雨の御堂筋」           | 어우양페이페이            |                             |
| 1월 10일  | 「悪魔がにくい」         | 히라타 타카오와 셀스타즈  | 4주 연속                    |
| 1월 17일  | (미발표)                 | (미발표)                  |                             |
| 1월 24일  | 「悪魔がにくい」         | 히라타 타카오와 셀스타즈  |                             |
| 1월 31일  | 「悪魔がにくい」         | 히라타 타카오와 셀스타즈  |                             |
| 2월 7일   | 「悪魔がにくい」         | 히라타 타카오와 셀스타즈  |                             |
| 2월 14일  | 「別れの朝」             | 페드로 & 카프리셔스       | 4주 연속                    |
| 2월 21일  | 「別れの朝」             | 페드로 & 카프리셔스       | 4주 연속                    |
| 2월 28일  | 「別れの朝」             | 페드로 & 카프리셔스       | 4주 연속                    |
| 3월 6일   | 「別れの朝」             | 페드로 & 카프리셔스       | 4주 연속                    |
| 3월 13일  | 「ちいさな恋」           | 아마치 마리               | 4주 연속                    |
| 3월 20일  | 「ちいさな恋」           | 아마치 마리               | 4주 연속                    |
| 3월 27일  | 「ちいさな恋」           | 아마치 마리               | 4주 연속                    |
| 4월 3일   | 「ちいさな恋」           | 아마치 마리               | 4주 연속                    |
| 4월 10일  | 「愛するハーモニー」     | 뉴 시커즈                 |                             |
| 4월 17일  | 「夜明けの停車場」       | 이시바시 쇼지             | 3주 연속                    |
| 4월 24일  | 「夜明けの停車場」       | 이시바시 쇼지             | 3주 연속                    |
| 5월 1일   | 「夜明けの停車場」       | 이시바시 쇼지             | 3주 연속                    |
| 5월 8일   | 「太陽がくれた季節」     | 푸른 삼각자               |                             |
| 5월 15일  | 「瀬戸の花嫁」           | 코야나기 루미코           | 4주 연속                    |
| 5월 22일  | 「瀬戸の花嫁」           | 코야나기 루미코           | 4주 연속                    |
| 5월 29일  | 「瀬戸の花嫁」           | 코야나기 루미코           | 4주 연속                    |
| 6월 5일   | 「瀬戸の花嫁」           | 코야나기 루미코           | 4주 연속                    |
| 6월 12일  | 「ひとりじゃないの」     | 아마치 마리               | 6주 연속                    |
| 6월 19일  | 「ひとりじゃないの」     | 아마치 마리               | 6주 연속                    |
| 6월 26일  | 「ひとりじゃないの」     | 아마치 마리               | 6주 연속                    |
| 7월 3일   | 「ひとりじゃないの」     | 아마치 마리               | 6주 연속                    |
| 7월 10일  | 「ひとりじゃないの」     | 아마치 마리               | 6주 연속                    |
| 7월 17일  | 「ひとりじゃないの」     | 아마치 마리               | 6주 연속                    |
| 7월 24일  | 「さよならをするために」 | 빌리 반반                 | 2주 연속                    |
| 7월 31일  | 「さよならをするために」 | 빌리 반반                 | 2주 연속                    |
| 8월 7일   | 「旅の宿」               | 요시다 타쿠로             | 5주 연속                    |
| 8월 14일  | 「旅の宿」               | 요시다 타쿠로             | 5주 연속                    |
| 8월 21일  | 「旅の宿」               | 요시다 타쿠로             | 5주 연속                    |
| 8월 28일  | 「旅の宿」               | 요시다 타쿠로             | 5주 연속                    |
| 9월 4일   | 「旅の宿」               | 요시다 타쿠로             | 5주 연속                    |
| 9월 11일  | 「京のにわか雨」         | 코야나기 루미코           | 3주 연속                    |
| 9월 18일  | 「京のにわか雨」         | 코야나기 루미코           | 3주 연속                    |
| 9월 25일  | 「京のにわか雨」         | 코야나기 루미코           | 3주 연속                    |
| 10월 2일  | 「虹をわたって」         | 아마치 마리               |                             |
| 10월 9일  | 「京のにわか雨」         | 코야나기 루미코           | 2주 연속 통산 5주           |
| 10월 16일 | 「京のにわか雨」         | 코야나기 루미코           | 2주 연속 통산 5주           |
| 10월 23일 | 「虹をわたって」         | 아마치 마리               | 통산 2주                    |
| 10월 30일 | 「女のみち」             | 미야 시로와 핀카라 트리오 | 1972년·1973년 1위 15주 연속 |
| 11월 6일  | 「女のみち」             | 미야 시로와 핀카라 트리오 | 1972년·1973년 1위 15주 연속 |
| 11월 13일 | 「女のみち」             | 미야 시로와 핀카라 트리오 | 1972년·1973년 1위 15주 연속 |
| 11월 20일 | 「女のみち」             | 미야 시로와 핀카라 트리오 | 1972년·1973년 1위 15주 연속 |
| 11월 27일 | 「女のみち」             | 미야 시로와 핀카라 트리오 | 1972년·1973년 1위 15주 연속 |
| 12월 4일  | 「女のみち」             | 미야 시로와 핀카라 트리오 | 1972년·1973년 1위 15주 연속 |
| 12월 11일 | 「女のみち」             | 미야 시로와 핀카라 트리오 | 1972년·1973년 1위 15주 연속 |
| 12월 18일 | 「女のみち」             | 미야 시로와 핀카라 트리오 | 1972년·1973년 1위 15주 연속 |
| 12월 25일 | 「女のみち」             | 미야 시로와 핀카라 트리오 | 1972년·1973년 1위 15주 연속 |

## 연간 TOP 10
※ 집계: 1971년 12월 6일 - 1972년 11월 27일
- 1위: 미야 시로와 핀카라 트리오 「女のみち」
- 2위: 코야나기 루미코 「瀬戸の花嫁」
- 3위: 빌리 반반 「さよならをするために」
- 4위: 요시다 타쿠로 「旅の宿」
- 5위: 히라타 타카오와 셀스타즈 「悪魔がにくい」
- 6위: 아마치 마리 「ひとりじゃないの」
- 7위: 코야나기 루미코 「京のにわか雨」
- 8위: 페드로 & 카프리셔스 「別れの朝」
- 9위: 아마치 마리 「ちいさな恋」
- 10위: 푸른 삼각자 「太陽がくれた季節」